# Segunda Categoría de Azuay 2020
El Campeonato Provincial de Fútbol de Segunda Categoría de Azuay 2020 fue un torneo de fútbol en Ecuador en el cual compitieron equipos de la Provincia de Azuay. El torneo fue organizado por la Asociación de Fútbol Profesional del Azuay (AFA) y avalado por la Federación Ecuatoriana de Fútbol. El torneo inició el 15 de agosto de 2020 y finalizó el 3 de octubre de 2020. Participaron 7 clubes de fútbol y entregó dos cupos al zonal de ascenso de la Segunda Categoría de Ecuador 2020 por el ascenso a la Serie B, además el campeón provincial clasificó a la primera fase de la Copa Ecuador 2021. Por efectos de la pandemia de coronavirus en Ecuador el número de equipos participantes se redujo al igual que las fechas de disputa del torneo se modificaron.
En la edición del 2020, debutó Aviced Fútbol Club, equipo que generó noticia a nivel internacional al contratar al exjugador profesional ecuatoriano Jaime Iván Kaviedes.

## Sistema de campeonato
El sistema y calendario determinado por la Asociación de Fútbol Profesional del Azuay fue el siguiente:
- Primera etapa: Los 7 equipos fueron divididos en dos grupos, uno de cuatro y otro de tres equipos, jugaron todos contra todos ida y vuelta (6 fechas), los dos primeros de cada grupo avanzaron a la siguiente etapa.

- Segunda etapa: Los 4 equipos clasificados de la etapa anterior se enfrentaron entre sí en play-offs eliminatorios para determinar los equipos que clasificaron a los dieciseisavos de final de la Segunda Categoría Nacional 2020, el orden de las semifinales fue: 1.° grupo A vs. 2.° grupo B y 1.° grupo B vs. 2.° grupo A, los ganadores de las semifinales clasificaron también a la final para determinar al campeón y vicecampeón respectivamente.

## Equipos participantes
| Equipos participantes                | Equipos participantes | Equipos participantes             |
| ------------------------------------ | --------------------- | --------------------------------- |
|                                      |                       |                                   |
| Equipo                               | Ciudad                | Estadio                           |
| Aviced Fútbol Club                   | Cuenca                | Estadio Alejandro Serrano Aguilar |
| Atenas Fútbol Club                   | Cuenca                | Estadio Alejandro Serrano Aguilar |
| Club Deportivo Gloria                | Cuenca                | Estadio Alejandro Serrano Aguilar |
| Club Sociedad Deportiva El Cuartel   | Paute                 | Estadio Eduardo Crespo Malo       |
| Club Deportivo Estrella Roja         | Cuenca                | Estadio Alejandro Serrano Aguilar |
| Club Deportivo Baldor Bermeo Cabrera | Ponce Enríquez        | Estadio Alejandro Serrano Aguilar |
| Cuenca Fútbol Club                   | Cuenca                | Estadio Alejandro Serrano Aguilar |

## Equipos por cantón
| Cantón         | N.º | Equipos                                                               |
| -------------- | --- | --------------------------------------------------------------------- |
| Cuenca         | 5   | - Aviced F. C. - Atenas F. C. - Gloria - Estrella Roja - Cuenca F. C. |
| Paute          | 1   | - El Cuartel                                                          |
| Ponce Enríquez | 1   | - Baldor Bermeo Cabrera                                               |

## Primera etapa

### Grupo A

#### Clasificación
| Pos. | Equipo                | Pts. | PJ | G | E | P | GF | GC | Dif. | Clasificación |
| ---- | --------------------- | ---- | -- | - | - | - | -- | -- | ---- | ------------- |
| 1    | Baldor Bermeo Cabrera | 8    | 4  | 2 | 2 | 0 | 2  | 0  | +2   | Segunda fase  |
| 2    | Gloria                | 5    | 4  | 1 | 2 | 1 | 3  | 2  | +1   | Segunda fase  |
| 3    | Atenas F. C.          | 2    | 4  | 0 | 2 | 2 | 1  | 4  | −3   |               |

 Fuente: Aso Azuay
Criterios de clasificación: 1) Puntos; 2) Diferencia de goles; 3) Goles marcados

#### Evolución de la clasificación
| Equipo / Jornada      | 01 | 02 | 03 | 04 | 05 | 06 |
| --------------------- | -- | -- | -- | -- | -- | -- |
| Baldor Bermeo Cabrera | 2  | 1  | 2  | 1  | 1  | 1  |
| Gloria                | 3  | 3  | 1  | 2  | 2  | 2  |
| Atenas F. C.          | 1  | 2  | 3  | 3  | 3  | 3  |

#### Resultados
| Baldor Bermeo Cabrera | 0 - 0  | Atenas FC | Alejandro Serrano Aguilar | 16 de agosto | 15:00  |
| Libre:                | Gloria | Gloria    | Gloria                    | Gloria       | Gloria |

| Gloria | 0 - 0     | Baldor Bermeo Cabrera | Alejandro Serrano Aguilar | 23 de agosto | 15:00     |
| Libre: | Atenas FC | Atenas FC             | Atenas FC                 | Atenas FC    | Atenas FC |

| Atenas FC | 0 - 2                 | Gloria                | Complejo Huizhil      | 30 de agosto          | 10:00                 |
| Libre:    | Baldor Bermeo Cabrera | Baldor Bermeo Cabrera | Baldor Bermeo Cabrera | Baldor Bermeo Cabrera | Baldor Bermeo Cabrera |

| Atenas FC | 0 - 1  | Baldor Bermeo Cabrera | Alejandro Serrano Aguilar | 6 de septiembre | 15:00  |
| Libre:    | Gloria | Gloria                | Gloria                    | Gloria          | Gloria |

| Baldor Bermeo Cabrera | 1 - 0     | Gloria    | Complejo Huizhil | 12 de septiembre | 15:00     |
| Libre:                | Atenas FC | Atenas FC | Atenas FC        | Atenas FC        | Atenas FC |

| Gloria | 1 - 1                 | Atenas FC             | Alejandro Serrano Aguilar | 19 de septiembre      | 15:00                 |
| Libre: | Baldor Bermeo Cabrera | Baldor Bermeo Cabrera | Baldor Bermeo Cabrera     | Baldor Bermeo Cabrera | Baldor Bermeo Cabrera |

#### Tabla de resultados cruzados
| Local \ Visitante     | BBC | GLO | ATE |
| --------------------- | --- | --- | --- |
| Baldor Bermeo Cabrera | —   | 1–0 | 0–0 |
| Gloria                | 0–0 | —   | 1–1 |
| Atenas F. C.          | 0–1 | 0–2 | —   |

### Grupo B

#### Clasificación
| Pos. | Equipo        | Pts. | PJ | G | E | P | GF | GC | Dif. | Clasificación |
| ---- | ------------- | ---- | -- | - | - | - | -- | -- | ---- | ------------- |
| 1    | Estrella Roja | 12   | 6  | 4 | 0 | 2 | 4  | 6  | −2   | Segunda fase  |
| 2    | Aviced F. C.  | 11   | 6  | 3 | 2 | 1 | 12 | 3  | +9   | Segunda fase  |
| 3    | Cuenca F. C.  | 7    | 6  | 2 | 1 | 3 | 3  | 7  | −4   |               |
| 4    | El Cuartel    | 4    | 6  | 1 | 1 | 4 | 4  | 7  | −3   |               |

 Fuente: Aso Azuay, Ascenso Ecuador
Criterios de clasificación: 1) Puntos; 2) Diferencia de goles; 3) Goles marcados; 4) Goles de visitante

#### Evolución de la clasificación
| Equipo / Jornada | 01 | 02 | 03 | 04 | 05 | 06 |
| ---------------- | -- | -- | -- | -- | -- | -- |
| Estrella Roja    | 2  | 1  | 1  | 1  | 1  | 1  |
| Aviced F. C.     | 3  | 4  | 2  | 2  | 2  | 2  |
| Cuenca F. C.     | 1  | 2  | 3  | 3  | 3  | 3  |
| El Cuartel       | 4  | 3  | 4  | 4  | 4  | 4  |

#### Resultados
| Cuenca FC     | 1 - 0 | El Cuartel | Complejo Huizhil          | 15 de agosto | 11:00 |
| Estrella Roja | 1 - 0 | Aviced FC  | Alejandro Serrano Aguilar | 16 de agosto | 10:00 |

| Aviced FC     | 1 - 1 | El Cuartel | Complejo Huizhil | 22 de agosto | 10:00 |
| Estrella Roja | 1 - 0 | Cuenca FC  | Complejo Huizhil | 22 de agosto | 15:00 |

| Cuenca FC  | 1 - 5 | Aviced FC     | Alejandro Serrano Aguilar | 29 de agosto | 10:00 |
| El Cuartel | 0 - 1 | Estrella Roja | Alejandro Serrano Aguilar | 29 de agosto | 15:00 |

| El Cuartel | 0 - 1 | Cuenca FC     | Alejandro Serrano Aguilar | 5 de septiembre | 10:00 |
| Aviced FC  | 3 - 0 | Estrella Roja | Alejandro Serrano Aguilar | 5 de septiembre | 15:00 |

| El Cuartel | 0 - 3 | Aviced FC     | Alejandro Serrano Aguilar | 12 de septiembre | 10:00 |
| Cuenca FC  | 0 - 1 | Estrella Roja | Alejandro Serrano Aguilar | 12 de septiembre | 15:00 |

| Aviced FC     | 0 - 0 | Cuenca FC  | Complejo Huizhil | 19 de septiembre | 15:00     |
| Estrella Roja | 0 - 3 | El Cuartel | Cancelado        | Cancelado        | Cancelado |

#### Tabla de resultados cruzados
| Local \ Visitante | AVI | CUA | CUE | ROJ |
| ----------------- | --- | --- | --- | --- |
| Aviced F. C.      | —   | 1–1 | 0–0 | 3–0 |
| El Cuartel        | 0–3 | —   | 0–1 | 0–1 |
| Cuenca F. C.      | 1–5 | 1–0 | —   | 0–1 |
| Estrella Roja     | 1–0 | 0–3 | 1–0 | —   |

## Segunda fase

### Cuadro final
|  | Semifinales                | Semifinales                | Semifinales      |             |                       | Final                 | Final        | Final        |  |
|  | 26 de septiembre           | 26 de septiembre           | 26 de septiembre |             |                       | 3 de octubre          | 3 de octubre | 3 de octubre |  |
|  |                            |                            |                  |             |                       |                       |              |              |  |
|  |                            |                            |                  |             |                       |                       |              |              |  |
|  | Baldor Bermeo Cabrera (p.) | Baldor Bermeo Cabrera (p.) | 1 (4)            |             |                       |                       |              |              |  |
|  | Baldor Bermeo Cabrera (p.) | Baldor Bermeo Cabrera (p.) | 1 (4)            |             |                       |                       |              |              |  |
|  | Aviced F. C.               | Aviced F. C.               | 1 (2)            |             |                       |                       |              |              |  |
|  | Aviced F. C.               | Aviced F. C.               | 1 (2)            |             | Baldor Bermeo Cabrera | Baldor Bermeo Cabrera | 0 (1)        |              |  |
|  |                            |                            |                  |             | Baldor Bermeo Cabrera | Baldor Bermeo Cabrera | 0 (1)        |              |  |
|  |                            |                            | Gloria (p.)      | Gloria (p.) | 0 (4)                 |                       |              |              |  |
|  | Estrella Roja              | Estrella Roja              | Gloria (p.)      | Gloria (p.) | 0 (4)                 | 1 (0)                 |              |              |  |
|  | Estrella Roja              | Estrella Roja              |                  |             |                       | 1 (0)                 |              |              |  |
|  | Gloria (p.)                | Gloria (p.)                | 1 (3)            |             |                       |                       |              |              |  |
|  | Gloria (p.)                | Gloria (p.)                | 1 (3)            |             |                       |                       |              |              |  |
|  |                            |                            |                  |             |                       |                       |              |              |  |

### Semifinales
| Fecha                           | Lugar  | Local                 |                             | Resultado     |                             | Visitante    |
| ------------------------------- | ------ | --------------------- | --------------------------- | ------------- | --------------------------- | ------------ |
| 26 de septiembre de 2020, 10:00 | Cuenca | Baldor Bermeo Cabrera |                             | (4) 1 – 1 (2) | Bandera de Cuenca (Ecuador) | Aviced F. C. |
| 26 de septiembre de 2020, 15:00 | Cuenca | Estrella Roja         | Bandera de Cuenca (Ecuador) | (0) 1 – 1 (3) | Bandera de Cuenca (Ecuador) | Gloria       |

### Final
| Fecha                       | Lugar  | Local                 |  | Resultado     |                             | Visitante |
| --------------------------- | ------ | --------------------- |  | ------------- | --------------------------- | --------- |
| 3 de octubre de 2020, 11:00 | Cuenca | Baldor Bermeo Cabrera |  | (1) 0 – 0 (4) | Bandera de Cuenca (Ecuador) | Gloria    |

| Bandera de Cuenca (Ecuador) |
| Campeón Club Deportivo Gloria 4.° título Clasifica a los zonales de la Segunda Categoría 2020 y a la Copa Ecuador 2021. - También clasifica Club Baldor Bermeo Cabrera como vicecampeón. |